# Hervé Rigot
Hervé Rigot né le 12 mars 1974 à Waremme est un homme politique belge, membre du Parti socialiste.

## Biographie

### Enfance et formation
Issu d’une famille ouvrière, il a grandi dans le village de Lantremange dans l'entité de Waremme. Il réside toujours dans cette commune.
Après des Humanités classiques au Collège Saint-Louis de Waremme, il rejoint l'Université de Liège, d'où il sortira avec une licence en Criminologie.

### Parcours professionnel
Après ses études, il entre chez Fedasil (à l'époque Ministère des Affaires sociales) en qualité de Directeur adjoint du Centre d'Accueil pour Demandeurs d'Asile de Charleroi.  Il commencera là-bas une carrière au sein de cette administration pour y exercer successivement les fonctions de Superviseur financier auprès de la Direction générale, puis Directeur du Centre de Bovigny et enfin Directeur Régional de la Région Sud de Fedasil. 
Il se met en congé de cette fonction en septembre 2019, moment où il rejoint le Parlement fédéral. 

### Parcours politique
Il s'engage en politique d'abord au sein de la section jeune du PS de Waremme (J.S. Waremme), section qu'il présidera de longues années.
Il se présente en 2006 aux élections communales à Waremme sur la liste PS. Il est élu conseiller communal et son score 667 voix pousse le bourgmestre de l'époque Guy Coëme à lui proposer un poste d'échevin au sein de son Collège communal. La compétence des Sports lui est attribuée .
En 2012, il est réélu avec 945 voix de préférence sur une liste emmenée par le député Jacques Chabot.  Il est alors reconduit au sein du Collège mais, en 2014, sa carrière chez Fedasil prenant un nouveau tournant et lui demandant plus de disponibilité que par le passé, il décide de démissionner de ses fonctions scabinales pour se consacrer pleinement à sa fonction de Directeur régional. 
En 2018, il décide de se représenter aux élections communales.  Il obtiendra le 4e score de sa liste PS-IC et réintègre le Collège communal où 2e échevin il a pour attribution  l'Aménagement du territoire et Urbanisme, les Travaux, la propreté et l'entretien du patrimoine, le Commerce local, l'Économie (sauf zoning), Coopération et aide humanitaire . 
Au printemps 2019, le PS de Huy-Waremme lui demande de se présenter aux élections législatives fédérales belges de 2019, il occupera la 3e place de suppléant sur la liste PS de la Circonscription de Liège et en septembre 2019, à la suite de la nomination de Frédéric Daerden dans le gouvernement Jeholet, Hervé Rigot est appelé à siéger à la Chambre des représentants de Belgique en remplacement du nouveau Ministre.
À la Chambre il est membre de la Commission de la Santé, de la Commission de l'Intérieur et de la Commission des Pétitions.  

## Mandats politiques[3]
- 2000 - 04/12/2006 : Conseiller de CPAS de la ville de Waremme ;
- Du 04/12/2006 au 18/08/2014 et depuis le 04/12/2018 : Conseiller communal de la ville de Waremme ;
- 04/12/2006 - 18/08/2014 : échevin chargé des Sports et de la Jeunesse, (des Travaux et de l’Urbanisme à partir de 2012) de la ville de Waremme ;
- Depuis le 04/12/2018 : échevin chargé de l'Aménagement du territoire et de l'Urbanisme, des Travaux, de la propreté et de l'entretien du patrimoine, du Commerce local, de l'Économie (sauf zoning), de la Coopération et de l'aide humanitaire de la ville de Waremme[4] ;
- Depuis le 19/09/2019 : Député fédéral à la Chambre des représentants de Belgique en remplacement de Frédéric Daerden.